# Seznam narodnih herojev Jugoslavije (S)
Seznam narodnih herojev Jugoslavije, katerih priimki se začnejo na črko S.

## Seznam
- Ivan Sabljak (1919–1944), za narodnega heroja proglašen 24. julija 1953.
- Lazar Savatić (1914–1950), za narodnega heroja proglašen 2. oktobra 1953.
- Ante Savin Manistra (1916–1942), za narodnega heroja proglašen 24. julija 1953.
- Ramiz Sadiku (1915–1943), za narodnega heroja proglašen 6 marta 1945.
- Himzo Salihagić (1917–1943), za narodnega heroja proglašen 20. decembra 1951.
- Mira Svetina Vlasta (1915–2007), z redom narodnega heroja odlikovana 27. novembra 1953.
- Nikola Severović (1919–1943), za narodnega heroja proglašen 27. novembra 1953.
- Janko Sekirnik Simon (1921–1996), z redom narodnega heroja odlikovan 20. decembra 1951.
- Bajo Sekulić (1913–1942), za narodnega heroja proglašen 11. julija 1945.
- Nikola Sekulić Bunko (1911–2002), za narodnega heroja proglašen 27. novembra 1953.
- Stjepan Sekulić Jucko (1922–1944), za narodnega heroja proglašen 26. julija 1945.
- Stane Semič Daki (1915–1985), z redom narodnega heroja odlikovan 20. oktobra 1944.
- Đermano Senjanović (1923–1942), za narodnega heroja proglašen 24. julija 1953.
- Ivan Senjug Ujak (1920–1944), za narodnega heroja proglašen 19. juna 1945.
- Mihalj Servo (1900–1941), za narodnega heroja proglašen 5. julija 1951.
- Đorđe Simeonović (1915–1941), za narodnega heroja proglašen 27. novembra 1953.
- Sima Simić (1920–1943), za narodnega heroja proglašen 6. julija 1953.
- Milan Simović (1909–1942), za narodnega heroja proglašen 6. septembra 1942.
- Vinko Simončič (1914–1944), za narodnega heroja proglašen 9. maja 1945.
- Ivan Skvarča (1915–1943), za narodnega heroja proglašen 15. julija 1951.
- Josip Skočilić Joža (1915 - 2000), z redom narodnega heroja odlikovan 27. novembra 1953.
- Ivo Slavec Jokl (1916–1943), za narodnega heroja proglašen 27. novembra 1953.
- Jože Slak Silvo (1902–1943), za narodnega heroja proglašen 20. decembra 1951.
- Vidoje Smilevski (1915–1979), z redom narodnega heroja odlikovan 6. julija 1953.
- Nikola Sovilj Nina (1919–1944), za narodnega heroja proglašen 13. marca 1945.
- Sava Sogić (1915–1981), z redom narodnega heroja odlikovan 2. oktobra 1953.
- Danilo Soldatić (1911–1942), za narodnega heroja proglašen 7. avgusta 1942.
- Mirko Sotirović Sotir (1916–1943), za narodnega heroja proglašen 27. novembra 1953.
- Ratko Sofijanić (1915–1968), z redom narodnega heroja odlikovan 20. decembra 1951.
- Milan Spasić (1909–1941), za narodnega heroja proglašen 10. septembra 1973.
- Luka Spasojević (1916–1943), za narodnega heroja proglašen 8. oktobra 1953.
- Jože Srebrnič (1884–1944), za narodnega heroja proglašen 4. septembra 1953.
- Stanislav Sremčević Crni (1919–1943), za narodnega heroja proglašen 5. julija 1951.
- Dragoslav Srnić (1914–1941), za narodnega heroja proglašen 7. julija 1953.
- Franc Stadler Pepe (1915–2000), z redom narodnega heroja odlikovan 15. julija 1952.
- Petar Stambolić (1912–2007), z redom narodnega heroja odlikovan 27. novembra 1953.
- Dragi Stamenković (1920–2004), z redom narodnega heroja odlikovan 6. julija 1953.
- Kosta Stamenković (1893–1942), za narodnega heroja proglašen 14. decembra 1949.
- Trajko Stamenković (1909–1942), za narodnega heroja proglašen 14. decembra 1949.
- Milan Stanivuković (1912–1944), za narodnega heroja proglašen 13. mart 1945.
- Miodrag Stanimirović Mija (1919–1943), za narodnega heroja proglašen 5. julija 1951.
- Dragutin Stanić (1913–1996), z redom narodnega heroja odlikovan 20. decembra 1951.
- Mate Staničić (1920–1985), z redom narodnega heroja odlikovan 24. julija 1953.
- Marko Stanišić (1920–1983), z redom narodnega heroja odlikovan 10. julija 1953.
- Aleksandar Stanković Lala (1906–1941), za narodnega heroja proglašen 27. novembra 1953.
- Velizar Stanković Veca (1922–1942), za narodnega heroja proglašen 27. novembra 1953.
- Petar Stanković Ljuba (1923–1983), z redom narodnega heroja odlikovan 9. oktobra 1953.
- Milorad Mića Stanojlović (1919–1942), za narodnega heroja proglašen 7. julija 1953.
- Momčilo Moma Stanojlović (1916–1943), za narodnega heroja proglašen 23. juna 1948.
- Peter Stante Skala (1914–1980), z redom narodnega heroja odlikovan 15. julija 1952.
- Slavko Stančir Jurek (1925–1944), za narodnega heroja proglašen 27. novembra 1953.
- Ivan Stariha Janko (1922–1942), za narodnega heroja proglašen 20. decembra 1951.
- Rodoljub Stevović Rode (1917–1943), za narodnega heroja proglašen 27. novembra 1953.
- Ivan Stefanović Srba (1912–1948), za narodnega heroja proglašen 8. oktobra 1953.
- Svetislav Stefanović Ćeća (1910–1980), z redom narodnega heroja odlikovan 27. novembra 1953.
- Milosav Stiković (1914–1943), za narodnega heroja proglašen 27. novembra 1953.
- Božidar Stojanović Drenički (1914–1944), za narodnega heroja proglašen 8. oktobra 1953.
- Branko Stojanović (1923–1981), z redom narodnega heroja odlikovan 24. julija 1953.
- Jovan Stojanović (1923–1943), za narodnega heroja proglašen 20. decembra 1951.
- Lazar Stojanović (1904–1942), za narodnega heroja proglašen 27. novembra 1953.
- Mihailo Stojanović Puljo (1918–1942), za narodnega heroja proglašen 27. novembra 1953.
- Mladen Stojanović (1896–1942), za narodnega heroja proglašen 7. avgusta 1942.
- Lazo Stojanović-Lazić (1912–1942), za narodnega heroja proglašen 20. decembra 1951.
- Nikodije Stojanović Tatko (1912–1942), za narodnega heroja proglašen 14. decembra 1949.
- Mića Stojković (1919–1943), za narodnega heroja proglašen 8. oktobra 1953.
- Trajko Stojkovski Buzo (1923 - 2005), z redom narodnega heroja odlikovan 20. decembra 1951.
- Slavčo Stojmenov (1921–1943), za narodnega heroja proglašen 9. oktobra 1953.
- Velimir Stojnić (1916–1990), z redom narodnega heroja odlikovan 24. julija 1953.
- Đoce Stojčevski Ambarčeto (1919–1944), za narodnega heroja proglašen 9. oktobra 1953.
- Blagoja Stračkovski (1922–1942), za narodnega heroja proglašen 9. oktobra 1953.
- Tomo Strizić (1906–1944), za narodnega heroja proglašen 20. decembra 1951.
- Dušan Strugar (1922–1943), za narodnega heroja proglašen 10. julija 1952.
- Đuro Strugar (1912–1941), za narodnega heroja proglašen 9. maja 1945.
- Niko Strugar (1901–1962), z redom narodnega heroja odlikovan 20. decembra 1951.
- Miloš Suzić (1903–1945), za narodnega heroja proglašen 20.12.1951.
- Ivan Sulič - Car (1923–1944), za narodnega heroja proglašen 22. julija 1953.
- Branko Surla (1922–1944), za narodnega heroja proglašen 24. julija 1953.
- Slobodan Surčević Boro (1919–1944), za narodnega heroja proglašen 9. oktobra 1953.
- Ludvík Svoboda (1895–1979), češki general